# Die Artisten in der Zirkuskuppel: ratlos
Die Artisten in der Zirkuskuppel: ratlos ist ein preisgekrönter Spielfilm von Alexander Kluge. Er wurde am 30. August 1968 bei den Internationalen Filmfestspielen von Venedig uraufgeführt.

## Handlung
Der Artist Manfred Peickert will seinen Direktor zu einer noch nie dagewesenen Elefantennummer überreden, kommt aber zuvor durch einen Sturz vom Trapez ums Leben. Seine Tochter Leni beabsichtigt das neuartige Projekt in einem eigenen Reformzirkus doch noch zu verwirklichen. Sie berät sich mit ihrem Freund Dr. Busch, doch die Pläne scheitern an Geldmangel.
Als Leni jedoch ein Vermögen erbt, scheint das Projekt machbar zu sein. Doch je näher die Premiere rückt, desto unsicherer wird Leni. Schließlich liquidiert sie das Unternehmen und geht mit ihren Mitarbeitern zum Fernsehen.

## Weiteres
Wie schon bei Abschied von gestern vermeidet Kluge einen von der Handlung geprägten Ablauf. Der Film beginnt mit einer Montage, die Hitler beim „Tag der deutschen Kunst“ 1939 zeigt, wozu der Beatles-Song Yesterday in spanischer Sprache gesungen wird. Auch danach wird scheinbar zusammenhanglos dokumentarisches Zusatzmaterial eingefügt, zum Beispiel Bilder vom Zirkus um 1900 oder die Verfremdung einer Tagung der Gruppe 47 als Konferenz der Zirkusbesitzer.
Der Film resultierte laut Alexander Kluge „einfach aus einer Frustration über die Berliner Filmfestspiele.“ Sein Thema sei „die Lage, in der wir uns selbst befinden, wir, die wir uns auf dem hohen Seil, den Trapezakten der fine arts bewegen.“
Für Hannelore Hoger bedeutete ihre Darstellung der Leni Peickert den Durchbruch. 1970 erschien unter dem Titel Die unbezähmbare Leni Peickert ein Zusammenschnitt nicht verwendeten Materials des Filmes.

## Kritiken
„Eine raffinierte Montage, die zunächst verwirrende Verwendung des Tons, der von Szene zu Szene überlappt oder plötzlich asynchron wird, der Wechsel von Schwarz-Weiß-Aufnahmen und Farbbildern schaffen eine vibrierende Spannung, die den Zuschauer niemals in eine passive Konsumhaltung entläßt. Stets muß er das Geschehen kontrollieren, sich mit den Problemen einer Utopie auseinandersetzen, die an den Umständen scheitert, deren Scheitern aber in erster Linie gegen die Verhältnisse spricht, die veränderbar sind.“

„Er läßt sich als eine Absage an das Leistungsprinzip unserer Gesellschaft verstehen und reflektiert gleichzeitig die politische Situation in der Bundesrepublik Deutschland in den späten 60er Jahren und die Lage der deutschen Jungfilmer. Der Regisseur bedient sich einer "offenen" Form, die auf die geistige Beteiligung des Zuschauers setzt.“

„Alexander Kluges zweiter Spielfilm ist als Dialog mit dem Zuschauer konzipiert. Er besteht aus einer Fülle scheinbar unzusammenhängender Komplexe, Denkmodelle, Zitate, Anekdoten, die jeweils auf verschiedenen Ebenen und unter verschiedenen Aspekten das Thema, die Situation und Veränderung der Kunst reflektieren. Ein interessanter und schwieriger Film, der zur Auseinandersetzung herausfordert! Empfehlenswert ab 18.“

## Auszeichnungen
- Goldener Löwe bei den Internationalen Filmfestspielen von Venedig 1968
- Prädikat „besonders wertvoll“ der Filmbewertungsstelle Wiesbaden am 25. September 1968
- Bundesfilmpreis 1969: Filmband in Gold in der Kategorie „Abendfüllende Spielfilme“

## Buchausgabe
Als Buch erschien der Text, zusammen mit drei weiteren Filmtexten, 1968 in einer Ausgabe im Piper Verlag.